# Vuil Jeanet

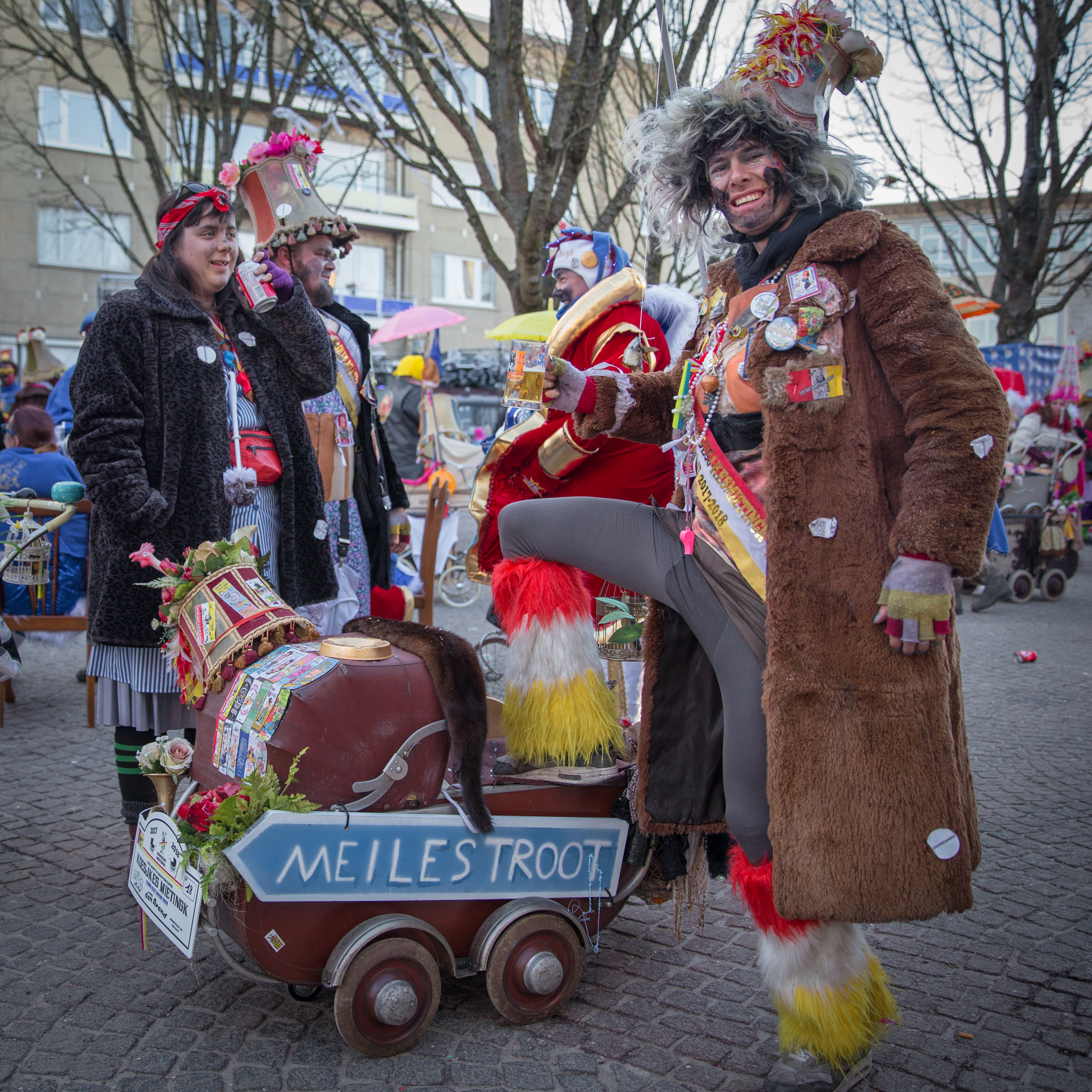
Een vuil jeanet in Aalst, 2018

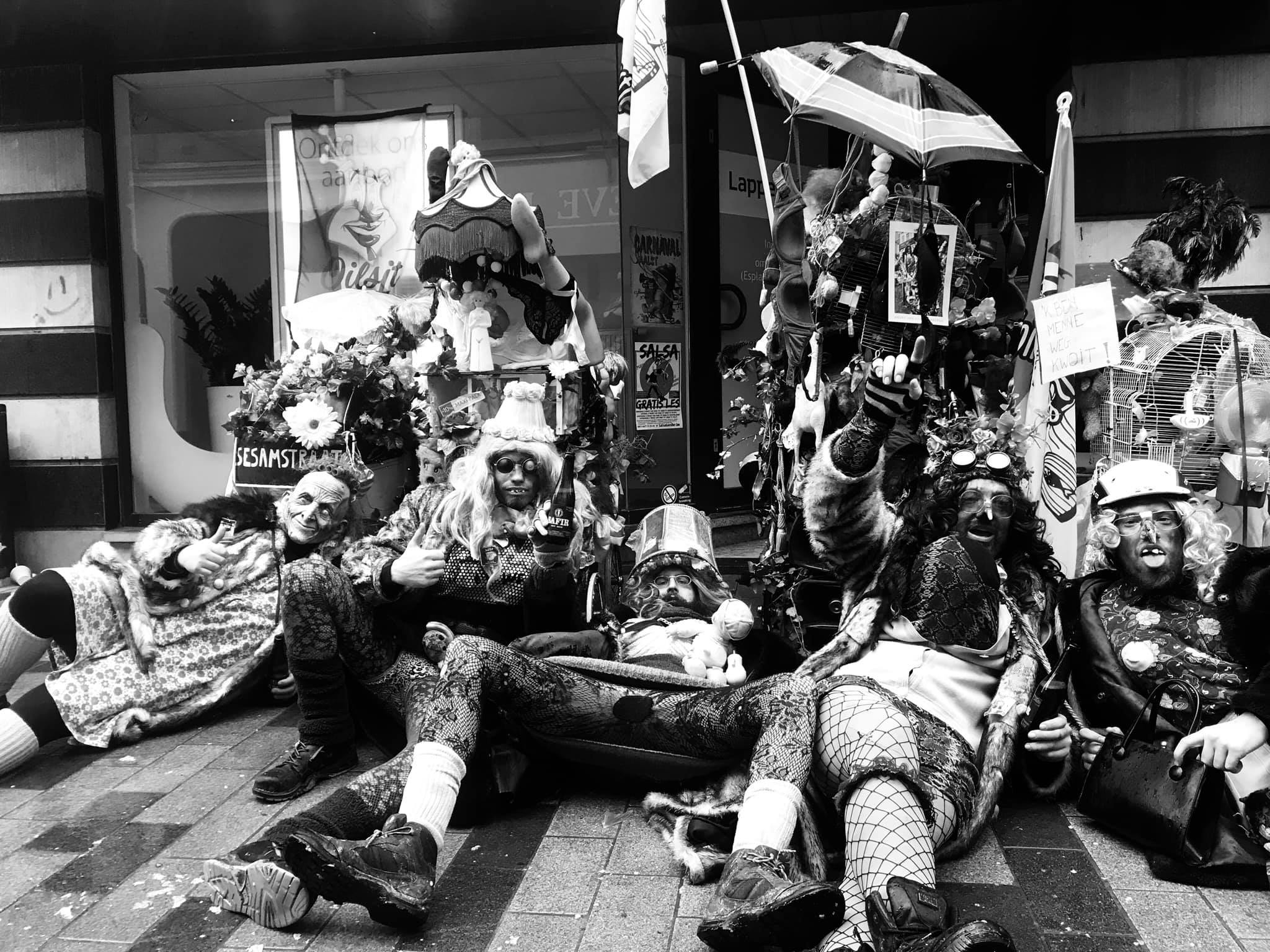
Enkele Voil Jeanetten in de Kattestraat te Aalst

Een Vuil Jeanet of Vuil Janet is een als opzichtige vrouw verklede man. Ze is een typische carnavalsfiguur en moet dan ook begrepen worden in de context van de omkering der waarden, eigen aan het volksfeest. Anders dan dragqueens of travestieten, die zich zo goed mogelijk in het andere geslacht willen verkleden, benadrukt de Vuil Jeanet vooral de eigen mannelijkheid. Op carnaval verkleedt men zich immers in wat men tijdens de rest van het jaar niet is.

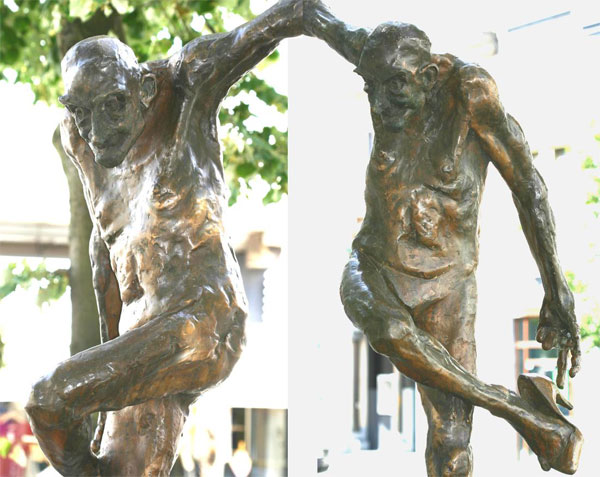
Standbeeld van de Voil Janet op de Hopmarkt te Aalst.

De 'Voil Janet' is uitgegroeid tot hét symbool van Aalst Carnaval, maar ze komt ook op andere plekken voor. Zo heb je in Blankenberge bijvoorbeeld Vuûle Jeanetten, in Halle spreekt men van Veul Jeanette, in Malmedy heb je de Mareye-Drouse, in Binche de Mamm'zelle en de Trouille Guenouille en in Eben-Emael de Hour.

## Oorsprong
Een van de oudste vermeldingen van het fenomeen dateert uit de dertiende eeuw. Een kanunnik uit Hoei, Maurice de Neufmoustier, beschrijft in de lokale kroniek Chronica Alberici Trium Fontium de pinksterzondag van 2 juni 1224, waarbij alle mannen uit Hoei als vrouw verkleed de straat opgingen. Dergelijke maskerades beperkten zich dus niet tot de carnavalsdagen.
De term 'Vuil Jeanet' is echter veel recenter en duikt voor het eerst op in de negentiende eeuw. Ze was toen een typische vastenavondfiguur die in de meeste Vlaamse arbeiderssteden voorkwam. Gent had toentertijd bijvoorbeeld een groter carnaval dan Aalst, al werd de Vuil Jeanet daar 'slonze' genoemd.
Een ‘Voil Jeanet’ was een proletariër, iemand die geen kostuum kon huren of kopen en die zich dan maar vermomde met wat hij (of zij) thuis kon vinden, en dat waren vaak de oude kleren van de echtgenote, moeder of de grootmoeder. ‘Jeanet’ was dan ook een (scheld)woord voor een man die zich in vrouwenkleren hulde. Vaste attributen zijn: een bontjas vellen frak, een lampekap, een vogelkooi voegelmoit met haring nen heirink, een kapotte paraplu en een kinderwagen kinjerkoesj. 'Vuil' sloeg zowel op de slordige kledij als op de vuile, gemene taal die de ‘Voil Jeanetten’ bij het verwijten gebruikten. De vogelkooi met haring stond vooral als een uiting van de arme arbeidersklasse naar de rijken. De haring konden ze nog net betalen en de kooi stond voor "De haring is van ons en daar blijf je af!". Later in de jaren 1980/90 werden er kippenpoten gebruikt (een attribuut overgenomen van de "domino", een andere, nu verdwenen carnavalsfiguur) maar dat verdween in de jaren vanaf +/- 2000 zo goed als volledig. Ook werd in de jaren 1990 regelmatig gebruik gemaakt van pornografisch materiaal op kinderwagens en dergelijke, maar door een optreden van stadsbestuur en politie werd dit geweerd uit de Voil Jeanettenstoet, onder andere omdat deze ook toegankelijk moest zijn voor jonge toeschouwers. Het Aalsterse stadsbestuur lanceerde dan ook de slogan Mè moi gienen ambras want ik ben een Voil Janet mè klas! (Met mij geen moeilijkheden want ik ben een vuil Jeanet met klasse!).
Onder invloed van de politiek is de traditie in de meeste Vlaamse steden verdwenen. In Gent werd de vastenavondviering bijvoorbeeld afgeschaft ten voordele van de 1 mei-viering onder impuls van de socialist Edward Anseele. In andere steden schaften de katholieken de viering, en de daarmee gepaard gaande 'zedenverwildering', af. 
Enkel in Aalst bleef de Vuil Jeanet bestaan, al was de traditie ook daar aan het wegdeemsteren in de jaren zestig en zeventig. Maar sinds de jaren tachtig is er een heropleving, en sindsdien is de Vuil Jeanettenstoet op dinsdagnamiddag een van de vaste waarden in het lokale carnaval.
Tegenwoordig is de Vuil Jeanet niet langer een uitsluitend volkse figuur. Ook de gegoede middenklasse durft zich aan de verkleedpartij te wagen, en een boutade luidt dan ook dat je in Aalst je dokter of advocaat als Vuil Jeanet kan tegenkomen.

## Betekenis
Tijdens carnaval staat de wereld enkele dagen op zijn kop en worden alle bestaande regels en gewoontes omgekeerd. Zo wordt de nar voor even burgemeester, (prins Carnaval), terwijl de machthebber zich moet 'verlagen' tot het 'gewone volk'.
De Vuil Jeanet is de veruiterlijking van deze omkering op het gebied van gender. Ook de man-vrouwverhouding is immers een machtsrelatie, en bovendien een dankbare voedingsbodem voor (volkse) humor. De omkering gaat echter verder dan de wisseling man-vrouw. Alles wat geassocieerd wordt met vrouwelijkheid (mooi, verleidelijk, schoonheid) wordt ook omgezet in het tegendeel (lelijk, afstotelijk).
Hoewel ogenschijnlijk anarchistisch en gekant tégen de bestaande orde, beklemtoont dit ritueel, door de tijdelijke welbepaalde periode waarin het plaatsvindt, net de bestaande orde. Door even te tonen wat ongewenst is, wordt het te verwachten gedrag tijdens de rest van het jaar juist geëxpliciteerd.